# Centrale nucleare di Kalpakkam
La centrale nucleare di Kalpakkam è una centrale nucleare indiana situata presso la città di Kalpakkam, nello stato di Tamil Nadu. La centrale è attualmente in costruzione, sono previsti in totale 3 reattori FBR, di cui uno in costruzione. La centrale è vicina a quella di Madras.
Questa centrale è una parte fondamentale del programma di autosufficienza energetica indiana, producendo più combustibile di quello che consuma permetterà all'india di dipendere in misura minore dalle importazioni.

## Espansione dell'impianto
È prevista l'espansione dell'impianto con ulteriori 2 reattori FBR, la cui costruzione dovrebbe iniziare nel 2012